# Hintó

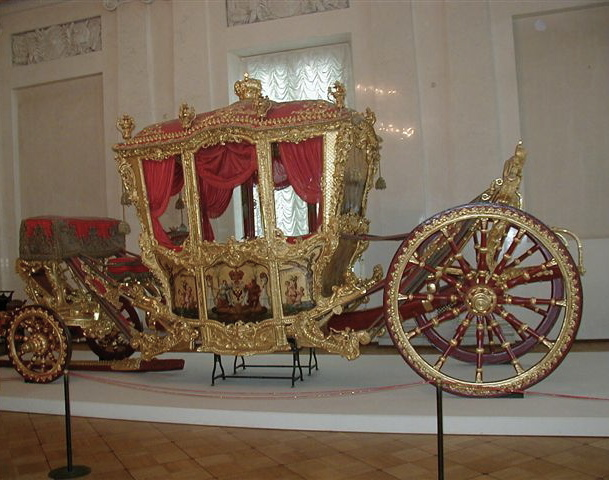
Aranyhintó az Ermitázsban.

A hintó az a többnyire fából készült, négykerekű, lovak által vontatott kocsi, amelynél a kocsitest laprugók közvetítésével áll kapcsolatban a kocsi aljával. A felfüggesztéshez bőrszíjakat alkalmaztak.

## Fő részei
- a kocsiszekrény (rövidítve: szekrény) a bakkal
- az elülső és hátsó alj a kerekekkel.

## Fajtái
- A hintókat elsősorban a kocsiszekrényük szerint csoportosítjuk. A kocsiszekrény lehet teljesen zárt „kupé”-építésű, fedeles (harmonikaszerűen le-föl ereszthető) és fedél nélküli, lehet 2, 3 vagy 4 üléses.

A fedeles hintószekrény fedele lehet rögzített (Berline, Coupé) és lehajtható. Az utóbbi esetben félfedeles (Viktoria, Mylord) és teljes fedelű lehet (Landau, Landaulette).
A zárt hintót Magyarországon batárnak hívták (a francia batard szóból).
Bérfuvarozásra használt hintó a fiáker.
Fogatolásukra egy vagy két ló szolgál, de vannak négylovas hintók is, és egy díszes típusukat, a „landauert” ötösfogat húzza.
Hasonló funkciójú, de konstrukciójában a hintótól eltérő járművek a lovaskocsi és az omnibusz. Mindkettőből hiányzik a laprugó alkalmazása, ezért a lovaskocsi elsősorban áruszállításra volt alkalmas, az omnibusz esetén a járműben ülők kényelméhez a kerekek gumiborítása járult hozzá.

## Magyarországon

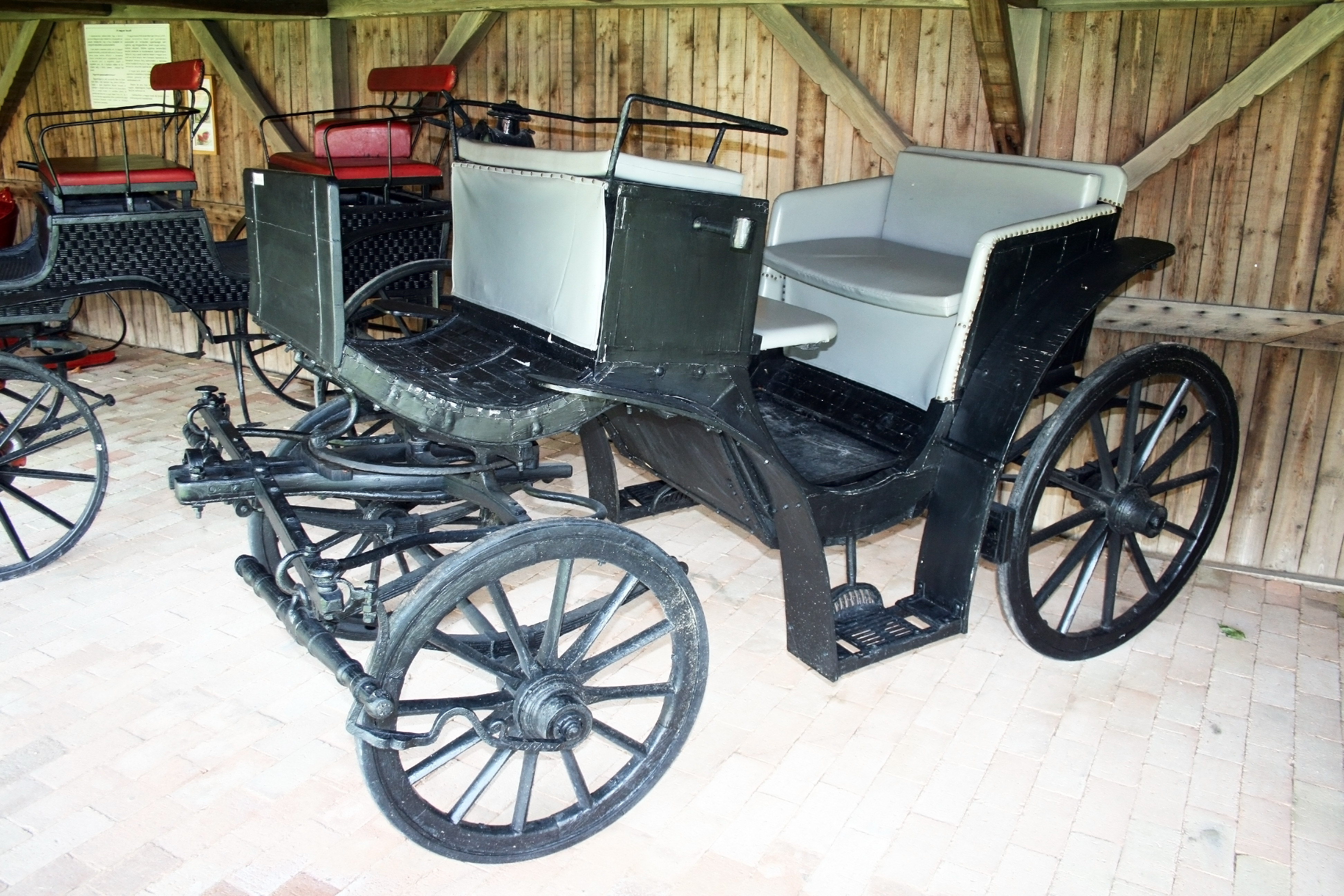
Viktória-hintó a mátészalkai Szatmári Múzeum gyűjteményében

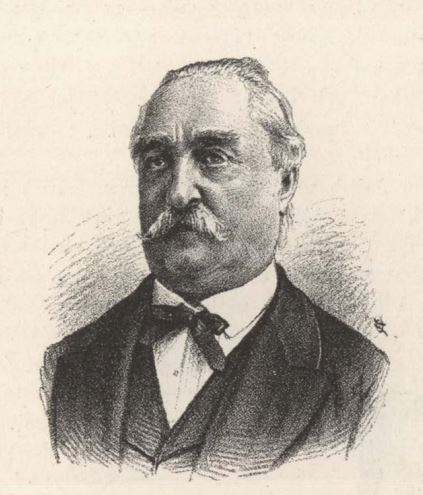
Kölber Fülöp (1816–1902) hintó- és kocsigyáros

A hintóra utaló első írott bizonyítékunk 1267. évből való, IV. Béla király oklevelében fordul elő az ingó szekér (currus mobilis), bár még latin nyelven. Ezen oklevél szerint Tamás comes fia Fülöp „a király ügyei intézése végett utazott a római kúriához, és Itália távolabbi vidékeire egy szíjakon függő szekérrel”.
1843-ban az első magyar hintó- és kocsigyár, a pesti „Kölber Testvérek” kocsigyára, amelynek a fejlesztője Kölber Fülöp (1816–1902) vezérigazgató volt. A szabadságharc idején, Kölber Károly fivérével a nemzeti lovasgárdánál szolgálatot tett, és felfegyverezték a gyár munkásait is. A kocsit, amelyen Kossuth Lajos bevonult a fővárosba, a Kölber-gyár adta ez alkalomra. Az 1860-as évek elejére gyártmányait annyira fejlesztette, hogy Magyarországon a külföldi behozatalt erősen le tudta szorítani, és itthon nagy presztízst jelentett a Kölber féle kocsi birtokása. Az 1878-i párizsi világkiállításon egyedül képviselte a magyar kocsi gyartóipart.

## Kocsi- és hintógyűjtemények külföldön
- Austin Carriage Museum
- Museu Nacional dos Coches Lissabon
- Nymphenburg
- Kunsthistorisches Museum, Vienna
  - Illustrated descriptions of some of the carriages
- Long Island Museum, Stony Brook, Long Island, New York
  - The Long Island Museum
- Coson Collection, Beechdale, Pennsylvania
- Versailles-i palota:
  - The Versailles Stables
- Carriage Museum of America, Lexington, Kentucky
  - Offers an extensive research library on the subject of animal-drawn vehicles.
  - www.carriagemuseumlibrary.org
- Smithsonian's National Museum of American History
- Mossman Collection, Luton
- Joanneum, Graz

## Külső hivatkozások
- Kocsik, hintók Magyarországon – fotógaléria
- Hintógyártás